# Canon van Gelderland
De Canon van Gelderland is een lijst van vijftig thema's ("vensters" genoemd) die chronologisch een samenvatting geeft van de geschiedenis van Gelderland. De canon werd in opdracht van Stichting Gelders Erfgoed (nu Erfgoed Gelderland) samengesteld in 2010 door vijfendertig auteurs en verschillende medewerkers van het Gelders Archief. De Provincie Gelderland was medefinancier van het project.
|    | Onderwerp                                       | Omschrijving                                                                                                 | Tijdvak                                  | Afbeelding                                                                         |
| -- | ----------------------------------------------- | --- | ---------------------------------------- | ---------------------------------------------------------------------------------- |
| 1  | Grafheuvels                                     | Sporen van vroege bewoners                                                                                   | circa 3000 voor Christus                 | Nol in 't Bos                                                                      |
| 2  | De Limes                                        | Romeinse Grens                                                                                               | 19 voor Christus - circa 400 na Christus | Ligging van de grens                                                               |
| 3  | Werenfried en Liudger                           | De kerstening van Gelderland                                                                                 | circa 750 - 850                          | Christelijk symbool                                                                |
| 4  | Karel de Grote                                  | Een Frankische keizer aan de macht                                                                           | 768-814                                  | Munt uit 812                                                                       |
| 5  | Scholtengoederen                                | Grondbeheer in Oost-Gelderland                                                                               | circa 1000-1800                          | Boeijink Winterswijk                                                               |
| 6  | De eerste graven                                | Ontstaansverhalen over Gelre en Zutphen                                                                      | circa 1000-1200                          | Gelre en Zutphen vormen een unie                                                   |
| 7  | Gelderse steden                                 | Knooppunten van de middeleeuwse samenleving                                                                  | circa 1200- 1500                         | Graf van Otto II, stedenstichter                                                   |
| 8  | Van graafschap tot hertogdom                    | De territoriale eenwording van Gelre                                                                         | 1250-1400                                | Wapen van Reinald II                                                               |
| 9  | Bloei van de kunsten                            | Cultuur in opdracht van hof en kerk                                                                          | circa 1400                               | Prent door Gebroeders Van Limburg                                                  |
| 10 | De Gelderse Oorlogen                            | Karel van Gelre en de Bourgondisch-Habsburgse macht                                                          | 1502-1543                                | Maarten van Rossum                                                                 |
| 11 | De nieuwe bouwstijl                             | De Renaissance in Gelderland                                                                                 | circa 1515-1550                          | Karel van Gelre                                                                    |
| 12 | De Tachtigjarige Oorlog                         | Gelderland wordt deel van de Republiek                                                                       | 1565-1648                                | Bloedbad van Zutphen                                                               |
| 13 | Protestanten en katholieken                     | Ontstaan van de religieuze kaart van Gelderland                                                              | circa 1570-1670                          | Missieposten langs de grens                                                        |
| 14 | Stadhouders van Gelre                           | De rol van de Oranjes                                                                                        | 1578-1795                                | Jan VI van Nassau-Dillenburg                                                       |
| 15 | Arnhem als drukkerscentrum                      | De drukkersgeslachten Jansz-Van Biesen en Van Goor                                                           | circa 1600-1800                          | Geldersse Geschiedenissen, gedrukt door Van Biesen                                 |
| 16 | Jan van Riebeeck en Kiliaen van Rensselaer      | Gelderland en de overzeese handel en koloniën                                                                | circa 1600-1700                          | Jan van Riebeeck                                                                   |
| 17 | Veluwse papiermolens                            | Een bijzondere vorm van plattelandsnijverheid                                                                | 1600-1900                                | Papierproductie                                                                    |
| 18 | Kronieken en historiën                          | Gelderland krijgt zijn eigen geschiedschrijvers. (Paulus Merula, Johannes Pontanus, Arend van Slichtenhorst) | circa 1600-1700                          | Paulus Merula werd in 1597 als eerste geschiedschrijver van Gelderland aangesteld. |
| 19 | De Universiteit van Harderwijk                  | Opkomst en ondergang van een Gelderse universiteit                                                           | 1648-1811                                | Linnaeustorentje                                                                   |
| 20 | Gelders Arcadië                                 | Landgoederenzone van de Veluwezoom,                                                                          | circa 1650-1900                          | Warnsborn                                                                          |
| 21 | Het Pannerdensch kanaal                         | Beheersing van de Rijndelta                                                                                  | 1671-1771                                |                                                                                    |
| 22 | De vrede van Nijmegen                           | Een keerpunt in de Gelderse geschiedenis                                                                     | 1672-1678                                | De ondertekening van de Vrede tussen Frankrijk en Spanje door Henri Gascard        |
| 23 | Sociëteiten en genootschappen                   | Cultuur en Verlichting voor de burgerij                                                                      | circa 1750-1850                          |                                                                                    |
| 24 | Patriotten                                      | De revolutionaire beweging in Gelderland                                                                     | 1786-1794                                | Executie Freule van Dorth                                                          |
| 25 | De Bataafs-Franse tijd (Herman Willem Daendels) | Vorst verdrijft vorst                                                                                        | 1794-1813                                | Herman Willem Daendels                                                             |
| 26 | De Gelderse adel                                | Leden van een bevoorrechte stand                                                                             | circa 1795-1900                          | Gelderse adel                                                                      |
| 27 | Ontginningen (Landgoed Schovenhorst)            | Wildernis wordt landbouwgebied                                                                               | circa 1800-1900                          |                                                                                    |
| 28 | De Cleefse enclaves                             | De Liemers komt bij Gelderland                                                                               | 1816-1817                                | Scholtambt Liemers                                                                 |
| 29 | De Bijbelgordel                                 | De Afscheiding en het ontstaan van de Bijbelgordel                                                           | vanaf 1816                               | Bijbelgordel                                                                       |
| 30 | Het Apeldoorns Kanaal                           | De Veluwe gaat mee in de vaart der volkeren                                                                  | 1829-1868                                | Nabij Vaassen                                                                      |
| 31 | Steenfabrieken                                  | Stoommachines zorgen voor schaalvergroting                                                                   | circa 1830-1900                          | Tolkamer                                                                           |
| 32 | Klein Zwitserland                               | Opkomend toerisme in Gelderland, Park Sonsbeek, landgoed de Oorsprong, Kasteel Rosendael                     | 1830-1930                                | Kunstmatige waterval in Sonsbeek                                                   |
| 33 | De Oosterbeekse School                          | Schilders van het Gelderse landschap                                                                         | 1840-1870                                |                                                                                    |
| 34 | Katholieke herleving                            | De Gelderlander als spreekbuis van strijdbare katholieken                                                    | vanaf 1848                               | De Gelderlander                                                                    |
| 35 | Natuurbescherming en natuurbeleving             | Ontwakende aandacht voor groen in Gelderland, Het Geldersch Landschap                                        | 1900-1940                                | Wekeromse Zand                                                                     |
| 36 | De vierdaagse                                   | Een internationaal Gelders wandelevenement                                                                   | vanaf 1909                               |                                                                                    |
| 37 | Vluchtelingen op de hei                         | Veluwse vluchtoorden voor Belgische burgers en militairen                                                    | 1914-1918                                | Anonieme kindergraven van Belgische vluchtelingen                                  |
| 38 | Gelderse universiteiten                         | Wageningen en Nijmegen worden universiteitssteden                                                            | vanaf 1918                               |                                                                                    |
| 39 | Noord en zuid verbonden                         | Bruggen en autowegen ontsluiten het rivierengebied                                                           | 1930-1980                                | Waalbrug bij Nijmegen                                                              |
| 40 | Afsluiting Zuiderzee                            | Gevolgen voor de visserij in Harderwijk en Elburg                                                            | vanaf 1932                               |                                                                                    |
| 41 | Onderduiken in de Achterhoek                    | Onderdrukking en verzet in Gelderland                                                                        | 1940-1945                                | Tante Riek                                                                         |
| 42 | Ruilverkaveling                                 | Transformatie van het landschap in het rivierengebied                                                        | 1941-1971                                | Lappendeken                                                                        |
| 43 | Market Garden                                   | Gelderland in de vuurlinie                                                                                   | 1944-1945                                | Droppings                                                                          |
| 44 | Molukkers                                       | Nieuwkomers in Gelderland                                                                                    | vanaf 1951                               | Molukse woonbarak                                                                  |
| 45 | De IJssellinie                                  | Een ongebruikte Gelderse waterlinie                                                                          | 1951-1963                                | Inlaatwerk                                                                         |
| 46 | Open het Dorp                                   | Liefdadigheid in een luciferdoosje                                                                           | vanaf 1962                               | Opening door Mies Bouwman                                                          |
| 47 | Kerncentrale Dodewaard                          | Een omstreden vorm van energieopwekking                                                                      | 1969-1997                                |                                                                                    |
| 48 | Normaal                                         | Popmuziek in de streektaal                                                                                   | vanaf 1974                               | Normaal in actie                                                                   |
| 49 | Grenzen van Gelderland                          | De uitvinding van een provinciale identiteit, EUREGIO en Euregio Rijn-Waal                                   | vanaf 1986                               | Euregio Rijn en Waal                                                               |
| 50 | Doorbraak in de dijkverbetering                 | Hoog water leidt tot dijkverzwaringen                                                                        | 1993-2008                                | Watersnood van 1855                                                                |